# Tomodon dorsatus
Tomodon dorsatus — вид змій родини полозових (Colubridae). Мешкає в Південній Америці. Це єдиний представник монотипового роду Tomodon.

## Поширення і екологія
Tomodon dorsatus мешкають в центральній і південній Бразилії, на північному сході Аргентини (Місьйонес), на південному сході Парагваю та в Уругваї. Вони живуть в паранських лісах. Живляться молюсками. Живородні.